# Адолф фон Бајер
Адолф фон Бајер (Берлин, 31. октобар 1835 — Штарнберг, 20. август 1917) је био немачки хемичар, који је синтетизовао индиго. Добитник је Нобелове награде за хемију 1905. 
Рођен је у Берлину, где је студирао је математику и физику. Прелази у Хајделберг и студира хемију код Роберта Бунзена. Углавном је радио у лабораторији од Фридриха Кекулеа. Докторирао је 1858. Био је професор у Стразбуру 1871, а 1875. постаје професор хемије на универзитету у Минхену.
Његови главни успеси су синтеза и опис индига, откриће фталеинских боја и истраживање полиацетилена, оксонијумских соли, нитрозних једињења. Први је предложио 1869. исправну формулу индола. Допринос теоријској хемији укључује теорију истезања троструких веза и теорију истезања за карбонске прстенове.
Током 1872. експериментисао је фенолима и формалдехидом. Нобелову награду за хемију је добио због „признања за његов допринос напретку органске хемије и хемијске индустрије кроз рад на органским бојама и хидроароматским једињењима“.